# Ережепов, Кайролла Жеткизгенович
Кайролла Жеткизгенович Ережепов (род. 25 ноября 1947, село Жынгылды, Мангистауский район, Мангистауская область, Казахская ССР, СССР) — казахский государственный и общественный деятель. Ветеран нефтегазовой отрасли.

## Биография
Родился в 1947 году в селе Жынгилды Мангистауского района Мангистауской области.
В 1965 году Окончил 11-летнюю школу Тучикудука.
В 1970 году Окончил нефтяной факультет Казахский политехнический институт
В 1984 году Окончил Академия общественных наук при ЦК КПСС
В 1998 году Окончил юридический факультет Казахский национальный педагогический университет по специальности «Юрист».

## Трудовая деятельность
В 1970—1973 годах работал в тресте «Мангистау нефтегазразведка» мастером бурения
В 1973—1982 годах комсомолский сотрудник, завотделом партийного комитета г. Шевченко, до 1991 года — предисполкома Мунайлинского района, первый секретарь районного парткома[уточнить], секретарь парткома нефтедобывающего управления «Комсомолнефть», первый зам предисполкома Мангистауской области.
В 1994—1995 годах президент АО «Каскор»
В 1995—1997 годах вице-президент АО Атомной энергетики Республики Казахстан
С 2004 года зав отделом, директор, руководитель аппарата АО «Казмунайгаз»

## Выборные должности, депутатство
С 1991 по 1993 годы — Заместитель председателя Верховного Совета Казахстана
С 1990 по 1994 годы — Депутат Верховного Совета Казахстана
С 1995 по 1999 годы — Депутат Мажилиса Парламента Республики Казахстан I созыва
С 1999 по 2004 годы — Депутат Мажилиса Парламента Республики Казахстан II созыва

## Награды и звания
- Награждён Почётной грамотой Верховного Совета Казахской ССР
- Награждён Орденом «Парасат»
- Медаль «Астана» (1998)
- Медаль «10 лет независимости Республики Казахстан» (2001)
- Медаль «В ознаменование 100-летия железной дороги Казахстана» (2004)
- Медаль «50 лет Целине» (2004)
- Медаль «10 лет Парламенту Республики Казахстан» (2005)
- Медаль «10 лет Конституции Республики Казахстан» (2005)
- Медаль «10 лет Астане» (2008)
- Медаль «20 лет независимости Республики Казахстан» (2011)
- Медаль «25 лет независимости Республики Казахстан» (2016)[1]
- Медаль «20 лет Астане» (2018)[2]
- Медаль «Ветеран труда» (Казахстан)
- Медаль НДП «Нур Отан» «Белсенді қызыметі үшін»
- Почётный гражданин Мангистауской области, города Актау, Каракиянского районов, Мунайлинского районов, города Жанаозен и.др.
- Награждён благодарственным письмом Президента Республики Казахстан.
- Юбилейная медаль «МПА СНГ. 20 лет» (11 апреля 2013 года, Межпарламентская ассамблея СНГ) — за вклад в развитие и совершенствование правовых основ функционирования Содружества Независимых Государств, модельного и национального законодательства государств — участников МПА СНГ, а также в укрепление международных связей и межпарламентского сотрудничества[3].